# José Álvarez de las Asturias Bohorques y Goyeneche
José Álvarez de las Asturias Bohorques y Goyeneche –también conocido como José Álvarez de Bohórquez– (Madrid, 23 de marzo de 1895-Madrid, 27 de diciembre de 1993), X marqués de Trujillos, fue un militar y jinete español que compitió en la modalidad de salto ecuestre.
Participó en dos Juegos Olímpicos de Verano, en los años 1924 y 1928, obteniendo una medalla de oro en Ámsterdam 1928, en la prueba por equipos (junto con José Navarro Morenés y y Julio García Fernández de los Ríos).

## Biografía
Era hijo de Mauricio Álvarez de las Asturias Bohorques y Ponce de León, IV duque de Gor, y Rosa Goyeneche y de la Puente. Se casó en 1933 en Biarritz con María Victoria Pérez de Guzmán y Moreno, III marquesa de Aulencia. Tuvieron un hijo, José Álvarez de Bohorques y Pérez de Guzmán, también jinete de saltos.
Ingresó en el Ejército, en la Caballería, en 1910. En sus primeros años estuvo destinado en los regimientos de Alcalá de Henares, Tetuán y Numancia. En 1916 hizo un curso en la Escuela de Equitación Militar y empezó a disputar carreras de caballos.
En 1924 disputó sus primeros Juegos Olímpicos, París 1924, quedando en el octavo lugar por equipos y el noveno individual. Formó parte del equipo ganador de la medalla de oro en la prueba de salto por equipo de los Juegos Olímpicos de Ámsterdam 1928, montando al caballo Zalamero. En esos Juegos quedó, además, en el décimo lugar en la prueba individual. Además, se hizo con el Gran Premio de Niza en 1928, y ganó cinco veces la Copa de las Naciones, quedando en tres ocasiones en el primer puesto individual.

## Palmarés internacional
| Juegos Olímpicos | Juegos Olímpicos         | Juegos Olímpicos | Juegos Olímpicos |
| Año              | Lugar                    | Medalla          | Categoría        |
| ---------------- | ------------------------ | ---------------- | ---------------- |
| 1928             | Ámsterdam (Países Bajos) | Medalla de oro   | Por equipos      |